# Ампфінг
Ампфінг (нім. Ampfing) — громада в Німеччині, розташована в землі Баварія. Підпорядковується адміністративному округу Верхня Баварія. Входить до складу району Мюльдорф.
Площа — 31,14 км2. Населення становить 6756 ос. (станом на 31 грудня 2020).